# فخاينشتاين-تويفن
فخاينشتاين-تويفن (بالألمانية: Freienstein-Teufen) هي إحدى بلديات مقاطعة بولاخ في كانتون زيورخ في سويسرا. تبلغ مساحتها 8.32 كيلومتر مربع، ويقدر عدد سكانها بـ 2376 نسمة (حسب تعداد ديسمبر 2017).